# 勞卡

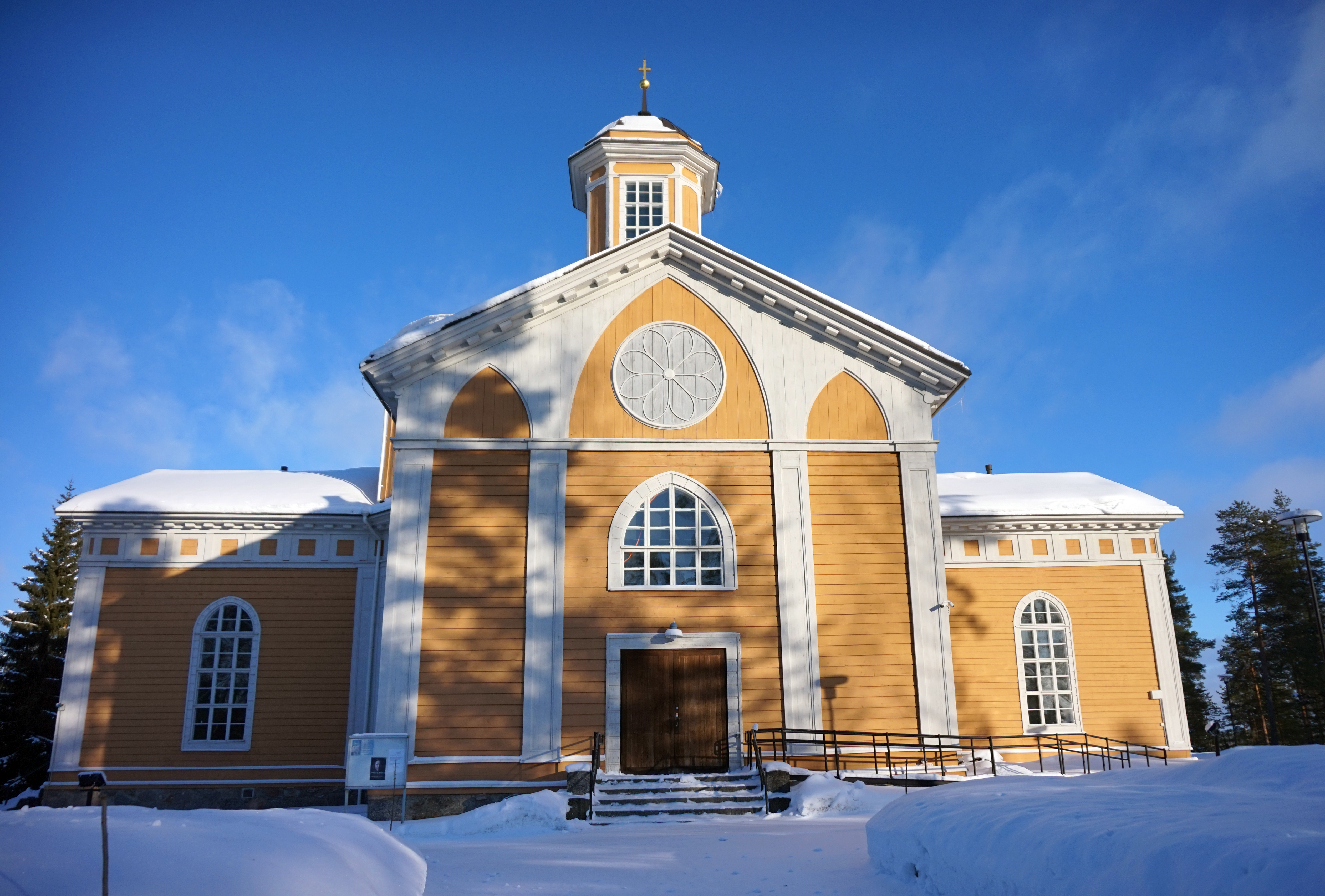
劳卡教堂

勞卡（芬蘭語：Laukaa）是芬蘭中芬蘭區的市鎮，位於該國中南部，始建於1593年，面積826平方公里，該鎮有129座湖泊，2013年人口18,478，人口密度為每平方公里28.49人。

## 外部連結
- 劳卡市镇官方网站 （文）

62°24′50″N 25°57′15″E / 62.4139°N 25.9542°E